# ویکتور آمبروس
ویکتور آمبروس (به انگلیسی: Victor Ambros)؛ زادهٔ ۱ دسامبر ۱۹۵۳ در هانوفر (نیوهمپشر)، زیست‌شناس مولکولی اهل ایالات متحده آمریکا و کاشف نخستین ریزآران‌ای است. وی در سال ۲۰۲۴ به همراه گری راوکان برندهٔ جایزه نوبل فیزیولوژی یا پزشکی شد. وی همچنین برندهٔ جوایزی همچون جایزه گروبر در ژنتیک، جایزه لوئیزا گراس هوروویتس، نشان بنجامین فرانکلین، جایزه بریکترو در علوم زیستی، جایزه گاردینر، جایزه ولف در پزشکی، و جایزه نوبل فیزیولوژی یا پزشکی شده است.